# Даниїл (Зелінський)
Даниїл (мирське ім'я: Володимир Олегович Зелінський; 1972, Івано-Франківськ) — український релігійний діяч, архієпископ Памфільський, очільник Західної єпархії Української православної церкви в Америці Вселенського патріархату та опікун українськими православними вірними в Західній Європі, включно з Великобританією.

## Життєпис
Народився 1972 року в Івано-Франківську. Дитячі роки провів у Бучачі на Тернопільщині, де закінчив середню школу. У вересні 1993 року вступив до Івано-Франківської духовної семінарії греко-католицької церкви. У 1996 році висвячений у сан диякона. Того ж року емігрував до США, де продовжив навчатися в Католицькому університеті Америки.
12 травня 2001 року архієпископ Ієрапольський Антоній (Щерба) висвятив його на священника. 1 червня 2001 року Володимира призначено головою Управління зв'язків з громадськістю Консисторії і реєстратором при Андріївській меморіальній церкві в м. Саут-Баунд-Брук.
22 травня 2002 року прийняв чернецтво. На 2005 рік, будучи ієромонахом, був редактором органу Української православної церкви в США «Українське православне слово» і видання об'єднаних українських православних сестринств «Віра». 3 жовтня 2007 року зведений у сан архімандрита.
9 травня 2008 року відбулося наречення у Володимирському храмі міста Парма, штат Огайо, США, а на наступний день — архієрейська хіротонія на єпископа Памфільського, вікарія Української православної церкви в США. Хіротонію звершили архієреї українських юрисдикцій Константинопольського Патріархату: митрополит Іринопольський Константин (Баган), архієпископ Ієрапольський Антоній (Щерба), архієпископ Торонтський Юрій (Каліщук), єпископ Кратейський Андрій (Пешко), єпископ Аспендський Єремія (Ференс), очільник Американської карпаторуської єпархії митрополит Аміський Микола (Смішко) і вікарний єпископ Мокіський, від Американської грецької архієпископії Димитрій (Кандзавелос).
У жовтні 2008 року на XVIII Соборі Української православної церкви у США обраний главою Західної єпархії Церкви. 7 лютого 2009 року відбулася хіротонія у Володимирському соборі Чикаго.
Після кончини митрополита Константина, що відбулася 21 травня 2012 року, єпископ Даниїл вступив на посаду заступника Голови Архієрейського собору УПЦ у США. 6 жовтня 2012 року на позачерговому Соборі Української православної церкви в США єпископа Даниїла висунули й обрали президентом консисторії Української православної церкви в США.
З 26 січня 2013 року після інтронізації Антонія формально вступив на посаду президента консисторії Української православної церкви США в Саут-Баунд-Бруку, Нью-Джерсі.
7 вересня 2018 року під час підготовки до надання автокефалії православній церкві в Україні призначений Вселенським патріархом Варфоломієм І представником у Києві.
Підтримав Революцію гідності та Помаранчеву революцію. «…День Гідності та Свободи — одне зі знакових державних свят України. Сама країна вже заплатила високу ціну за те, що обрала свободу. Ціна — життя найкращих синів і дочок Батьківщини. Тому ми, українці в Україні та в Діаспорі, не маємо жодного права сходити з шляху, наміченого Помаранчевою Революцією та Революцією Гідності. Ми повинні, в першу чергу, виховувати в собі свідому любов до батьківщини і гідність, виховувати дітей справжніми патріотами і культивувати в них почуття гідності. Адже патріотизм — це ключ до процвітання суспільства, а гідність — це вміння тримати себе та свої думки чистими, що допомагає вчинити правильно, навіть якщо для цього доведеться боротися з особистими емоціями та переступати через свої слабкості, це внутрішнє відчуття благородства та відчуття власної відповідальності за своє життя та життя близьких», сказав він 21 листопада 2021 року.
Після повномасштабного російського вторгнення став постійним партнером гуманітарного хабу Доброго ранку, ми з Маріуполя!, який маріупольські священники на чолі з митрополитом Сергієм заснували у Дніпрі.

## Нагороди
- 5 січня 2019 року в Стамбулі під час офіційного прийняття з нагоди підписання Томосу про автокефалію Православної Церкви України Вселенським Патріархом Варфоломієм, Президент України Петро Порошенко вручив архієпископу Памфільському і Західної єпархії Української православної церкви в США, екзарху Вселенського Патріарха в Україні Даниїлу орден князя Ярослава Мудрого V ступеня, яким він був нагороджений за визначну діяльність, спрямовану на зміцнення авторитету православ'я у світі, утвердження ідеалів духовності і милосердя, вагомий особистий внесок у розбудову автокефальної помісної Православної Церкви України[9][10].
- Орден «За заслуги» III ст. (23 серпня 2018) — за вагомий особистий внесок у зміцнення міжнародного авторитету Української держави, розвиток міждержавного співробітництва, плідну громадську та гуманістичну діяльність[11].